# Култура Наска
Културата Наска или цивилизацията Наска е южноперуанска древна цивилизация, населявала платото Наска преди периода на инките – от 300 г. пр.н.е. до 800 г.
Известна е преди всичко със загадъчните геоглифи - огромните линии в пустинята Наска в близост до едноимнния град. Намерени са кладенци и акведукти от това време, някои от които се ползват и до днес. Керамиката им е полихромна, изработена предимно от 4 цвята - преобладават черния и оранжевия, като белия и червения се използват за фон. Формите на изображенията са ъгловати, издължени и стилизирани. Изображенията са предимно на животни, хора и растения. Същата цветова гама присъства и на тъканите, изработени от вълната на лама.
Наска са религиозно индианско племе и техните богове и вярвания са свързани преди всичко със земеделието и плодородието. Намерени са няколко гробници, като в някои от тях главата на мумията липсва и на нейно място е поставен порцеланов съд с нарисувана глава. Някои от техните богове са митологическата косатка, петнистата котка, змията и други. Шаманите на племето по всяка вероятност да употребявали халюциногени, (извличани от някои кактуси), за да предизвикват видения.
Геоглифите в пустинята Наска са се запазили до наши дни поради изключително сухия климат и отдалечеността на платото. Те представляват геометрични фигури, както и фигури на животни и растения с огромни размери, които могат да се наблюдават само от въздуха.